# 後志利別川
後志利別川（しりべしとしべつがわ）は、北海道檜山振興局管内を流れ日本海に注ぐ一級河川。後志利別川水系の本流である。
国土交通省が公表している一級河川の水質現況において、1987年から2012年まで通算14回、「水質が最も良好な河川」となっている（全国の一級河川で最多）。

## 流路
北海道瀬棚郡今金町北東部の山越郡長万部町との境界にある長万部岳付近に源を発し南へ流れる。美利河ダムを経て西へ流路を変え、久遠郡せたな町北檜山区兜野と、せたな町瀬棚区南川の境界から日本海へ注ぐ。

## 河川名の由来
アイヌ語の「ツウシベツ」（山の走り根・大きい・川）、「ト・ウシ・ベツ」（沼の多くある川）、「トゥッ・ペッ」（蛇川・縄川）、「チュシ・ペッ」（網・川）等の説があるが、アイヌの伝承にも違った意味が出てくることから、どれも推定の域を出ないと考えられている。十勝川水系の利別川と区別するために旧国名の「後志」を冠したものである。流域は現在は檜山振興局管内であるが、かつては後志国の範囲であった。 

## 流域の自治体
北海道
瀬棚郡今金町、久遠郡せたな町

## 治水および利水
上流域には後志利別川総合開発事業の中核事業として出力4,000kWの美利河ダムが建設され、電力供給と灌漑および洪水調節が行われている。

### 主要ダム
| 一次 支川名 （本川） | 二次 支川名 | 三次 支川名 | ダム名     | 堤高 (m) | 総貯水 容量 (千m3) | 型式                     | 事業者       | 備考 |
| -------------------- | ----------- | ----------- | ---------- | -------- | ------------------ | ------------------------ | ------------ | ---- |
| 後志利別川           | －          | －          | 美利河ダム | 40.0     | 18,000             | 重力式・ロックフィル複合 | 北海道開発局 | －   |
| 後志利別川           | 真駒内川    | －          | 真駒内ダム | 34.3     | 6,480              | ロックフィルダム         | 北海道開発局 | －   |

## 支流
括弧内は流域の自治体
- ピリカベツ川（今金町、美利河ダムに流入）
- ニセイベツ川（今金町、美利河ダムに流入）
- チュウシベツ川（今金町、美利河ダムに流入）
- 珍古辺川（今金町）
- 上ハカイマップ川（今金町）
- 下ハカイマップ川（今金町）
- メップ川（今金町）
  - 左股川（今金町）
- チブタウシナイ川（今金町）
- 田代川（今金町）
- トマンケシナイ川（今金町）
- オチャラッペ川（今金町）
  - 善右衛門沢川（今金町）
  - 畑の沢川（今金町）
  - 濁川（今金町）
  - 馬場川（今金町）
- パンケオイチャヌンペ川（今金町）
- 利別目名川（今金町、せたな町）
  - 武沢川（せたな町）
  - ポン目名川（せたな町）
- 不逢川（せたな町）
- トンケ川（せたな町）
- 冷水川（せたな町）
  - 下の沢川（せたな町）
- 丸山川（せたな町）
- 鍼川（せたな町）
  - 丸山川分水路（せたな町）
- 真駒内川（せたな町）
  - 長淵川（せたな町）

## 並行する交通

### 鉄道
1987年3月16日まで、国鉄瀬棚線が並行していた。

### 道路
- 北海道道836号島牧美利河線
- 国道230号

## 主な橋梁
- 美利河橋 - 国道230号
- 瑪脳橋 - 国道230号
- 花石橋 - 国道230号
- 中里橋
- 志文内橋
- 奥沢橋
- 住中橋 - 国道230号
- 住吉橋 - 国道230号
- 稲穂橋 - 北海道道232号今金北檜山線
- 田代橋
- 今金橋 - 北海道道263号八雲今金線
- 利別大橋
- 豊田橋
- 真栄橋 - 国道229号
- 兜野橋 - 北海道道740号北檜山大成線